# Hetéra

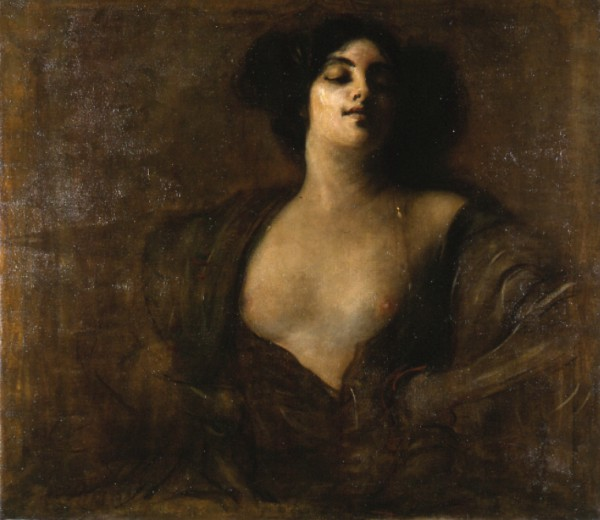
Franciszek Żmurko (1859–1910): Hetéra, (1906)

Hetéra (řecky ἑταῖραι – hetairai) byla svobodná, samostatná společnice, prostitutka či kurtizána ve starověkém Řecku. Byla vzdělaná a žila mimo svoji rodinu. Šlo většinou buď o propuštěnou otrokyni nebo cizinku. Její obdobou je v Japonsku oiran. Hetéry byly velice žádanými společnicemi. Jména těch nejvlivnějších se zachovala do dnešních dnů i v krásné literatuře.

## Zmínky o hetérách
Diogenés Laertios, řecký historik, má o hetérách následující zmínky:
- Erótion, Hédeia, Mammarion a Níkidion žily s filosofy Epikúrem a Métrodórem.
- Leontion si dopisovala s filosofem Epikúrem.
- Filé a Theodota se stýkaly s filosofem Arkesiláem.
- Fryné se údajně pokusila svést filosofa Xenokrata, odešla však s nepořízenou.
- Lais se stýkala s Aristippem. Další zmínka o ní je, že ona byla tou, která od Xenokrata odešla s nepořízenou.
- Níkareté je zmíněna v souvislosti se Stilpónem, který se s ní měl stýkat.

Další zmínky o heterách jsou již bez jmen. Zde je několik příkladů:
„Když mu jistá hetéra řekla, že je s ním těhotná, pravil: To nemůžeš právě tak vědět, jako kdybys šla samým trním a řekla: Právě tento osten mě píchl.“

„Spatřiv syna hetéry, jak hází kamenem do zástupu lidí, řekl mu: Dej pozor, abys neuhodil svého otce!“